# Salsa (ungdomsserie)
 For alternative betydninger, se Salsa. (Se også artikler, som begynder med Salsa)
Salsa er en tv-serie for unge instrueret af Jonas Risvig og udgivet på DR. Første sæson udkom i juni 2022, anden sæson i oktober og november 2023. 
Den handler om søstrene Uma og Victoria der står på tærsklen til voksenlivet, og sammen med deres veninder forsøger at navigere i sex, kærlighed og venskab.